# La Virgen y el Niño con san Juan Bautista (Botticini)
La Virgen y el Niño con san Juan Bautista es una pintura del Quattrocento italiano del artista del Renacimiento Francesco Botticini, ejecutado cerca de 1487. Forma parte de la colección del Museo Soumaya.

## Tema iconográfico
Como su nombre lo indica, en esta pintura se muestra uno de los temas religiosos recurrentes durante el Renacimiento, el de La Virgen con el Niño y el pequeño san Juan Bautista, el cual fue retomado por un sinnúmero de artistas como Sandro Botticelli, Filippino Lippi, Michele Tosini, entre otros, incluso el propio Botticini lo trabajó constantemente.
A este tema se añaden algunas variantes como la inclusión de otros santos y comitentes. Este tema iconográfico buscaba representar el vínculo entre la madre y su hijo, pero con la presencia de san Juan Bautista se buscó mostrar la inocencia de estos dos personajes al retratarlos como niños, así como hacer evidente su parentesco al ser primosY he aquí que Isabel, tu parienta, también ha concebido a un hijo en su vejez y está precisamente en el sexto mes, ella, que llamaban estéril(Lucas 1, 36).

## Obra
Este óleo se encuentra en un formato de tondo, es decir, en un lienzo circular, el cual según algunos especialistas se convirtió en un formato muy popular durante el Renacimiento. Pese a las dificultades que representaba mantener las formas y proporciones de las figuras plasmadas en este tipo de lienzo, La Virgen y el Niño con san Juan Bautista, es un ejemplo de un dominio de este soporte.
Se muestra en un primer plano, cubierto de un delgado velo y recostado sobre las vestiduras de su madre, al Niño Jesús, quien mira directamente al espectador. Observándolo y con sus manos en oración se encuentra la Virgen María; sobre su cabeza porta un tocado sencillo compuesto por un delgado velo y detrás un nimbo; sobre un vestido de tonos duraznos, descansa una capa azul con algunos motivos dorados en el filo de esta. También observando al Niño Jesús, y a la derecha de la Virgen, se encuentra el pequeño San Juan Bautista. Porta unas vestiduras humildes en tonos azules y café y recargando sobre el hombro una cruz de junco.
De la parte superior se puede ver una serie de destellos dorados, como alusión a la Divinidad, que caen directamente sobre el Niño, el cual parece querer alcanzarlos al extender sus pequeños brazos hasta estos.
El fondo de este cuadro muestra como escenario una vista del Valdarno, es decir del valle por el que corre el río Arno, el cual se encuentra en la región de la Toscana, y atraviesa ciudades como Florencia, Arezzo y Pisa.